# کوشانشاه

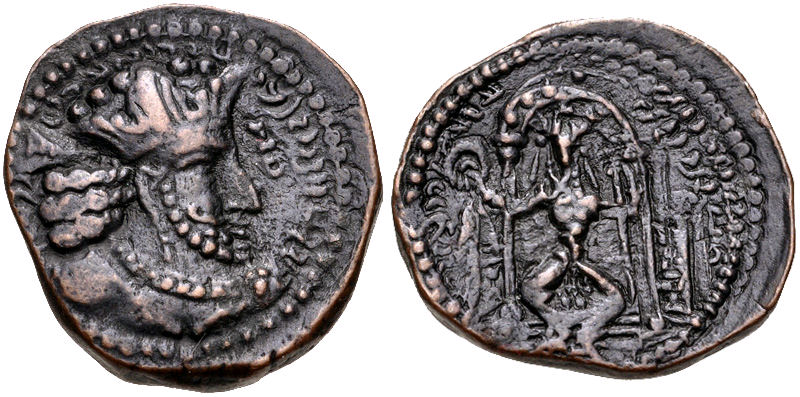
سکه کوشانشاه ساسانی

کوشانشاه عنوانی بود که شاهنشاهی ساسانی به فرمانداران کوشانشهر که بر بخش‌های سغد، باختر (بلخ) و گنداره بین سده‌های سوم و چهارم حکومت می‌کردند، داده بود. آن‌ها به طور کلی با نام ساسانیان هند یا ساسانیان کوشانی شناخته می‌شوند. فرمانداران کوشانشهر سکه‌های خود را با نام «کوشانشاه» ضرب می‌کردند. کوشانشاه‌ها به طور عمده از طریق سکه‌های خود شناخته شده‌اند.
این عنوان برای نخستین بار در سنگ‌نوشته پایکولی از نرسه هفتمین پادشاه ساسانی در سده ۲۹۳ استفاده شده که آن را به عنوان یک عنوان برای فرمانداران کوشانشهر به کار برده است.

## فهرست
بر اساس سکه‌ها فهرستی از کوشانشاه‌ها را می‌توان ایجاد کرد:
- اردشیر یکم کوشانشاه
- اردشیر دوم کوشانشاه
- پیروز یکم کوشانشاه
- هرمز یکم کوشانشاه
- هرمز دوم کوشانشاه
- پیروز دوم کوشانشاه
- بهرام یکم کوشانشاه
- بهرام دوم کوشانشاه
- پیروز سوم کوشانشاه